# Любити, шанувати і слухатися: Останнє подружжя мафії
«Любити, шанувати і слухатися: Останнє подружжя мафії» (англ. Love, Honor & Obey: The Last Mafia Marriage) — американський телевізійний фільм-драма 1993 року.

## Сюжет
Батько юної чарівної Розалі є главою одного з наймогутніших сицилійських кланів Нью-Йорка. Сама вона нічого не знає про батьківські справи, тому що з раннього дитинства виховувалась у монастирі. Коли приходить час, Розалі видають заміж за Сальваторе. Це весілля символізує собою союз між двома наймогутнішими мафіозними організаціями міста. Але мирне подружнє життя триває недовго, бо Сальваторе повинен займатися сімейним бізнесом.

## У ролях
| Актор          | Роль                      |
| -------------- | ------------------------- |
| Ерік Робертс   | Сальваторе "Білл" Бонанно |
| Ненсі МакКеон  | Розалі Профачі Бонанно    |
| Бен Газзара    | Джозеф Бонанно            |
| Алекс Рокко    | дядя Френк                |
| Філліс Лайонс  | Луїза Фарентіно           |
| Томас Міліан   | Джо Профачі               |
| Майк Нассбаум  | Гаспар Дігрегоріо         |
| Пітер Джурасік |                           |
| Джоанна Мерлін | Роуз Профачі              |
| Ділан Бейкер   |                           |
| Джо Петруцці   | Майк Фарентіно            |